# Liste der Kulturdenkmäler in Badem
In der Liste der Kulturdenkmäler in Badem sind alle Kulturdenkmäler der rheinland-pfälzischen Ortsgemeinde Badem aufgeführt. Grundlage ist die Denkmalliste des Landes Rheinland-Pfalz (Stand: 27. Juni 2022).

## Denkmalzonen
| Bezeichnung            | Lage                | Baujahr         | Beschreibung | Bild |
| ---------------------- | ------------------- | --------------- | --- | ---- |
| Denkmalzone Bergstraße | Bergstraße 1–4 Lage | 19. Jahrhundert | Gruppe von vier Hofanlagen mit ähnlichen Bauformen und -materialien am Anfang der Bergstraße, frühes 19. Jahrhundert bis Mitte des 19. Jahrhunderts: Nr. 1 Quereinhaus, bezeichnet 1801, Nr. 2 Streckhof, Nr. 3 Quereinhaus, Nr. 4 Streckhof, bezeichnet 1854 | BW   |

## Einzeldenkmäler
| Bezeichnung                         | Lage                                            | Baujahr                           | Beschreibung | Bild                           |
| ----------------------------------- | ----------------------------------------------- | --------------------------------- | --- | ------------------------------ |
| Quereinhaus                         | Bergstraße 1 Lage                               | 1801                              | nachbarocker Wohnteil eines Quereinhauses, bezeichnet 1801, Inschriftstein bezeichnet 1801                                            | BW                             |
| Wegekreuz                           | Dudeldorfer Straße Lage                         | 1704                              | Schaftkreuz, 1704, Abschlusskreuz, bezeichnet 1727                                                                                    | Fotos hochladen                |
| Hofanlage                           | Erdorfer Straße 9 Lage                          | erste Hälfte des 19. Jahrhunderts | Streckhof, erste Hälfte des 19. Jahrhunderts; Stallscheune bezeichnet 1826 (1836?), Wohnhaus wenig jünger                             | BW                             |
| Wegekreuz                           | Kirchstraße Lage                                | 1703                              | Schaftkreuz, 1703 | Fotos hochladen                |
| Katholische Pfarrkirche St. Eligius | Kirchstraße 19a Lage                            | 1907                              | neuromanischer kreuzförmiger Kalksteinquaderbau, bezeichnet 1907, Architekten Julius Wirtz und Wilhelm Peter Schmitz; mit Ausstattung | weitere Bilder Fotos hochladen |
| Wegekreuz                           | Pickließemer Straße, Ecke Bitburger Straße Lage | 1614                              | Schaftkreuz, bezeichnet 1614 | BW                             |
| Skulpturen                          | Schulstraße Lage                                | 18. Jahrhundert                   | zwei Steinskulpturen, 18. Jahrhundert                                                                                                 | weitere Bilder Fotos hochladen |
| Friedhofskreuz                      | Schulstraße, auf dem Friedhof Lage              | 1890                              | Friedhofskreuz, bezeichnet 1890 | BW                             |
| Wohnhaus                            | Stollergarten 3 Lage                            | 1682                              | Flurküchenhaus mit Treppengiebel, bezeichnet 1751, mit älteren Resten, bezeichnet 1682                                                | Fotos hochladen                |
| Wegekreuz                           | westlich des Ortes an einem Feldweg Lage        | 1793                              | Schaftkreuz, bezeichnet 1793 | Fotos hochladen                |